# Lauren Schmetterling
Lauren Schmetterling (* 3. August 1988 in Voorhees Township, New Jersey) ist eine US-amerikanische Ruderin und dreimalige Weltmeisterin im Achter.  
Schmetterling begann 2003 in Moorestown mit dem Rudersport. 2010 graduierte sie an der Colgate University, sie lebt und trainiert in Princeton, New Jersey.
Ihr internationales Debüt gab sie im US-Achter mit einem Sieg beim Ruder-Weltcup 2013 in Luzern. Bei den Weltmeisterschaften 2013 in Chungju gewann der US-Achter den Titel. Auch 2014 gewann Lauren Schmetterling mit dem Achter auf dem Lac d’Aiguebelette eine Weltcupregatta. Bei derselben Veranstaltung belegte sie im Zweier ohne Steuerfrau zusammen mit Amanda Polk den sechsten Platz und war damit nur viertbester US-Zweier. Bei den Weltmeisterschaften 2014 in Amsterdam siegte der US-Achter vor Kanada und China. 2015 gewann der US-Achter die Weltcupregatta in Varese, bei derselben Veranstaltung siegte auch der Vierer ohne Steuerfrau in der Besetzung Grace Luczak, Lauren Schmetterling, Emily Regan und Olivia Coffey. Bei den Weltmeisterschaften 2015 auf dem Lac d’Aiguebelette setzte der Achter seine seit 2006 andauernde Siegesserie bei Weltmeisterschaften und Olympischen Spielen fort und gewann den Titel vor den Booten aus Neuseeland und aus Kanada. Die Siegesserie des US-Achters hielt auch bei den Olympischen Spielen 2016, als Emily Regan, Kerry Simmonds, Amanda Polk, Lauren Schmetterling, Tessa Gobbo, Meghan Musnicki, Elle Logan, Amanda Elmore und Steuerfrau Katelin Snyder vor den Britinnen und den Rumäninnen siegten.